# 克拉丽贝尔·阿莱格里亚
克拉拉·伊莎贝尔·阿莱格里亚·维兹（Clara Isabel Alegría Vides，1924年5月12日—2018年1月25日），笔名为克拉丽贝尔·阿莱格里亚（Claribel Alegría），是一位尼加拉瓜 - 萨尔瓦多诗人，散文家，小说家和记者，是当代中美洲文学的主要代表人物。在2006年获得纽斯塔特国际文学奖。

## 生平
阿莱格里亚出生于尼加拉瓜的埃斯特利，父亲是尼加拉瓜人，母亲为萨尔瓦多人。当她九个月大的时候，父亲因为抗议美国占领尼加拉瓜期间发生的侵犯人权行为而被流放；因此，她搬到了在萨尔瓦多西部的圣安娜并在这里长大，这是她母亲的家乡。克拉丽贝尔·阿莱格里亚认为自己是尼加拉瓜 - 萨尔瓦多人。虽然年纪太小，无法读书或写字，但她在六岁时就开始写诗，并把它们口授给母亲，母亲会把它们写下来。阿莱格里亚一直引用莱纳·玛利亚·里尔克的“致一位年轻诗人的信”作为成为诗人的动力。八岁时，阿莱格里亚目睹了萨尔瓦多三万多农民和土著人民遭到大屠杀。十七岁时，她发表了自己的第一首诗。不久之后，墨西哥教育家José Vasconcelos安排阿莱格里亚去路易斯安那州哈蒙德的学校完成学业。1943年，她移居美国，1948年获得了喬治·華盛頓大學哲学和文学学士学位。阿莱格里亚致力于非暴力抵抗。她与桑地諾民族解放陣線（FSLN）有着密切的联系，后者推翻了安纳斯塔西奥·索摩查·德瓦伊莱并于1979年控制了尼加拉瓜政府。她在美国生活了很多年，并与美国作家和外交官Darwin J. Flakoll结婚。他们一起养育了四个孩子。阿莱格里亚于1985年返回尼加拉瓜，以帮助重建尼加拉瓜。
阿莱格里亚晚年居住在尼加拉瓜的馬拿瓜。她于2018年1月25日去世，享年93岁。

## 职业生涯
阿莱格里亚的文学作品反映了20世纪50年代和60年代中美洲流行文学流派“la generacion comprometida”（承诺的一代）的风格。像她那一代批评社会的许多其他诗人一样，她使用一种通常是反文学的语言来主张权利。
阿莱格里亚出版了许多诗集：《Casting Off》（2003年），《Sorrow》（1999年），《Umbrales》（1996年）和《La Mujer del Río》（1989年）。她还出版了小说和儿童故事，以及与她的丈夫合著的作品《They Won't Take Me Alive》。

## 奖项
- 1978年诗集《Sobrevivo》获得古巴Casa de las Américas（英语：Casa de las Américas）奖
- 2006年获得纽斯塔特国际文学奖。[11][12][13]
- 2017年伊比利亚 - 美国诗歌奖

## 出版作品
| - Anillo de silencio (1948) - Suite de amor, angustia y soledad (1950) - Vigilias (1953) - Acuario (1955) - Tres cuentos (1958) - Huésped de mi tiempo (1961) - Vía única (1965) - Cenizas de Izalco (1966) - Aprendizaje (1970) - Pasaré a cobrar y otros poemas (1973) - Sobrevivo (1978, Premio Casa de las Américas de Poesía) - La encrucijada salvadoreña (1980) - Nicaragua: la revolución sandinista (1980) - Flores del volcán; Suma y sigue (1981) - Flowers from the Volcano (1983) - No me agarran viva: la mujer salvadoreña en lucha (1983) |  | - Para Romper El Silencio: Resistencia Y lucha en las cárceles salvadoreñas (1983) - Álbum familiar (1984) - Despierta, mi bien, despierta (1986) - Luisa en el país de la realidad (1987) - Cenizas de Izalco (1989) - Woman of the River (Pitt Poetry Series) (1989) - They Won't Take Me Alive: Salvadoran Women in Struggle for National Liberation (1990) - Family Album (1991) - Fugue (1993) - Death of Somoza (1996) - Thresholds/Umbrales: Poems (1996) - Tunnel to Canto Grande (1996) - El Nino Que Buscaba A Ayer (1997) - Sorrow (1999) - Casting Off (2003) - Soltando Amarras (2003) |

文集
- Ghost Fishing: An Eco-Justice Poetry Anthology （佐治亚大学出版社，2018年）ISBN 978-0820353159

## 延伸阅读
- McGowan, Marcia P.; Boschetto-Sandoval, Sandra M. . Athens: Ohio University Center for International Studies. 1994. ISBN 0-89680-179-9.
- McGowan, Marcia Phillips. . Commire, Anne  (编).  1. Waterford, CT: Yorkin Publications, Gale Group: 193–198. 1999. ISBN 0787640808.